# Klášter Zočište

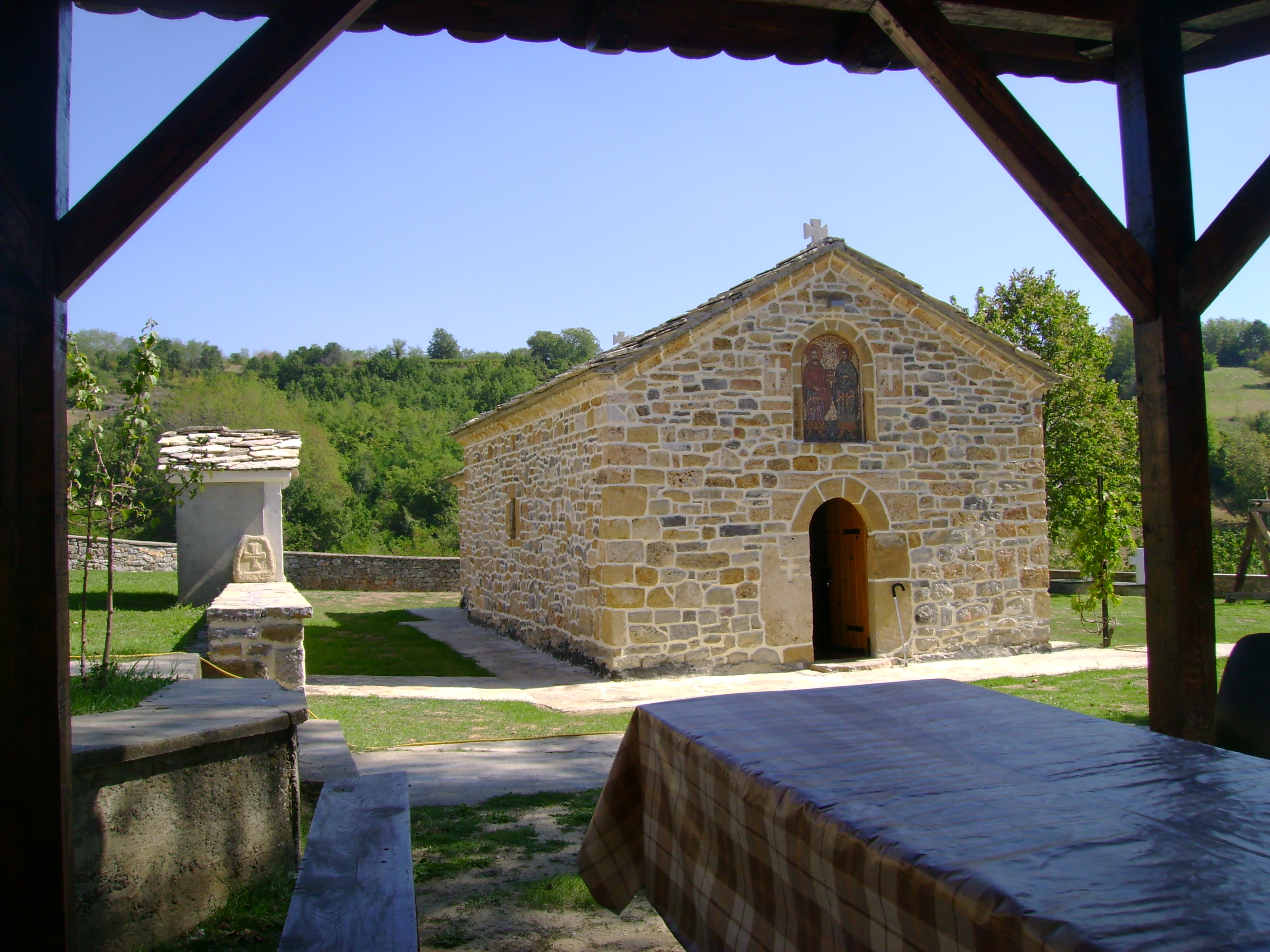
Areál kláštera.

Klášter Zočište (srbsky Манастир Зочиште/Manastir Zočište, albánsky Manastiri i Zoçishtës) se nachází v Kosovu, v blízkosti vesnice stejného jména, 5 km od Orahovace. Celý název kláštera (Klášter svatých Kosmy a Damiána, srbsky Manastir svetih vrača Kozme i Damjana) vznikl podle údajné léčivé vody, která pomáhala navracet zrak.[zdroj?] Klášter byl vybudován ve 14. století a v současné době administrativně spadá pod Rašsko-prizrenskou eparchii Srbské pravoslavné církve.

## Historie
Klášter byl zbudován ve 14. století za vlády dynastie Nemanjićů a existence středověkého srbského státu. Místem, kde vznikl, byla dřívější byzantská svatyně. Ta byla zbudována nejspíš na základech ještě staršího místa, vzhledem k tomu, že archeologický průzkum nalezl v místě náhrobní kameny ze 4. století a keramiku z 3.-4. století. První písemná zmínka o klášteře pochází z darovací listiny Štěpána Dečanského z roku 1327. Nejstarší nástěnné malby, které byly v klášteře zachovány, pocházely ze 14. století. Bohuslužebná kniha (minej), která byla původem z tohoto kláštera, a která vznikla v 15. století, byla uchována v budově národní knihovny v Bělehradě, nicméně shořela při bombardování v roce 1941, kdy byla zasažena hlavní knihovna v zemi.
Klášter byl poutním místem; nacházely se zde relikvie Kosmy a Damiána. Navštěvovali jej poutníci různých národností i vyznání v naději, že jim pouť zajistí uzdravení. Klášter byl jedním z mála míst, kam přicházeli i muslimští Albánci. Hlavní pouť do kláštera se konala jednou ročně vždy 14. června.
Na přelomu 80. a 90. let byl klášter rozšířen o nové prostory v naději, že sem bude chodit z celé Jugoslávie více pravoslavných poutníků. Počet osazenstva kláštera se rovněž zvýšil, a to na čtyři mnichy.
V roce 1998, během války v Kosovu, obsadily klášter jednotky Kosovské osvobozenecké armády. Po několikatýdenním obléhání je odsud vyhnala jugoslávská armáda. V září 1998 byli dva novináři, kteří se vydali do kláštera, uneseni.
V září 1999 byl klášter napaden ozbrojenci z Kosovské osvobozenecké armády a značně poničen. Klášterní kostel byl granátometnou palbou zcela srovnán se zemí. Jednotky KFOR se na místo nedostaly včas, aby útoku zabránily.[zdroj?] Poškozen byl také i původní hřbitov. V říjnu 2004 byl klášter obnoven podle původních fotografií. Okolo něho vznikla bezpečnostní zóna, hlídaná jednotkami KFOR. V roce 2011 zahájily firmy z nařízení místní správy v nedalekém Orahovaci stavební práce v blízkosti kláštera, bez vědomí jeho vedení. Ve vypjaté atmosféře v Kosovu vedla tato situace k protestům ze strany představitelů kláštera, kteří se obávali poškození hřbitova a statiky obnoveného areálu.